# Metacyclops minutus
Metacyclops minutus – gatunek widłonoga z rodziny Cyclopidae. Opisał go w 1863 roku niemiecki zoolog Carl Claus, nadając mu nazwę Cyclops minutus.